# NBA Live 07
NBA Live 07 é um jogo eletrônico parte da série de jogos NBA Live que foi desenvolvido pela EA Sports e publicado pela Electronic Arts e lançado em 25 de Setembro de 2006.